# Demetrio Antonio Chianesi
Demetrio Antonio Chianesi, o Chianese (Melito di Porto Salvo, 18 giugno 1914 – Catanzaro, 26 marzo 2006), è stato un militare italiano decorato con la Medaglia d'Argento al Valor Militare.
A lui è intitolata la sala espositiva sulla Guerra di Spagna del Museo storico militare Brigata Catanzaro (MUSMI).

## Biografia
Primo di tredici figli, nato in una famiglia di mezzadri calabresi.

### Carriera militare
Viene chiamato a visita militare il 2 ottobre 1934, ed incorporato, come soldato di leva il 2 aprile 1935 nel 33º Reggimento Fanteria "Livorno" con sede a Cuneo, dove presta servizio per il Corpo della Guardia alla Frontiera, fino al congedo illimitato ottenuto il 2 settembre 1936.
Non contento del ritorno alla vita contadina, l'11 novembre del 1936 si reca al Distretto Militare di Reggio Calabria e si arruola volontario per la guerra d'Etiopia. Viene assegnato, con ferma indeterminata, al Battaglione di Marcia A.O.I. del 4º Reggimento Fanteria "Piemonte" con sede a Catania. 

#### La Guerra di Spagna
Tuttavia tale arruolamento non darà alcun esito in quanto, giunto a Napoli, anziché partire per l'Africa, il 25 gennaio 1937 decide di arruolarsi nel 2º Reggimento "Volontari del Littorio" della 4ª Divisione fanteria "Littorio", comandata dal generale Annibale Bergonzoli, in partenza per la Spagna. 	
Sbarca a Cadice il 10 febbraio 1937 e, dopo pochi giorni, viene inquadrato nel 2º Reggimento Fanteria "Osa l'inosabile" e immediatamente impiegato nella Battaglia di Guadalajara. Il 1º maggio 1938 viene promosso al grado di Caporale. L'8 ottobre successivo, a seguito del rimpatrio dei legionari italiani con più di diciotto mesi di servizio, decretato da Francisco Franco appena una settimana prima, viene trasferito al 1º Reggimento Fanteria d'Assalto ed inviato al Centro Istruzioni di Valladolid per frequentare un corso di allievo armaiolo. Rientra al 1º Reggimento a metà dicembre e prende parte alla Battaglia di Catalogna dove si distingue per atti di coraggio. Per la partecipazione alle operazioni del Corpo di Spedizione riceve prima la Croce al Merito di Guerra e poi una Medaglia d’Argento al Valor Militare  per le azioni in Catalogna, la Cruz Roja del Mérito Militar e la Medalla de la Campaña. Viene rimpatriato il 31 maggio 1939 da Cadice, a bordo del piroscafo "Sardegna", sbarca a Napoli il 6 giugno e solo una settimana dopo, il 13 giugno, viene nuovamente collocato in congedo illimitato e autorizzato a fregiarsi dei nastrini della Medaglia commemorativa della Campagna di Spagna e della Medaglia di benemerenza per i volontari della Campagna di Spagna.

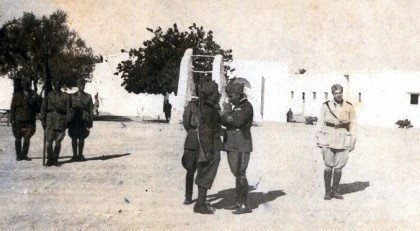
Cerimonia di Consegna della Medaglia d'Argento al Valor Militare al Caporal Maggiore Demetrio Antonio Chianesi, Libia, zona di guerra, 1940

#### Tra una guerra e l'altra
Il periodo di tranquillità è relativamente breve, infatti, dopo due mesi e mezzo di permanenza in seno alla famiglia, il 1º settembre 1939 viene richiamato in servizio per istruzioni ed assegnato al 40º Reggimento Fanteria "Bologna" con il quale, l'8 settembre viene imbarcato a Napoli e trasferito, con tutta la grande unità, in Africa Settentrionale. Arrivato a Tobruk tre giorni dopo, viene riassegnato al 116º Reggimento Fanteria "Treviso", già presente in Cirenaica da oltre due anni, e incorporato nel XXX Battaglione, 1° Settore di Copertura. Vi rimane fino all'11 gennaio 1940, quando rientra in patria con una licenza straordinaria di 30 giorni. In questo periodo contrae matrimonio. Dal successivo 22 febbraio, termine previsto della licenza speciale, rimane in patria e la stessa gli viene commutata in licenza illimitata.

#### Seconda guerra mondiale
Il 1º giugno 1940 viene nuovamente richiamato dalla licenza illimitata, con il grado di caporal maggiore con ordine di presentarsi al deposito del 20º Reggimento Fanteria "Brescia" di stanza a Reggio Calabria. Il 3 giugno si imbarca da Messina alla volta di Tripoli, in Libia, dove sbarca due giorni dopo.  L'11 giugno, con il suo contingente raggiunge e si unisce al resto del reggimento, che nel maggio del 1939 era confluito in una grande e omonima unità, la 27ª Divisione di Fanteria "Brescia". Partecipa, distinguendosi,  alle varie operazioni offensive e difensive in cui era impegnata la Divisione in Cirenaica meritando due promozioni in appena sei mesi,  il 27 agosto 1940 viene promosso al grado di Caporal Maggiore e il 20 febbraio 1941 a quello di Sergente. 
Scattata la controffensiva inglese, nota anche come "Operazione Crusader", durante le fasi di ripiegamento dell'armata italo-tedesca, l'11 dicembre viene dato per irreperibile a seguito dei combattimenti con le forze alleate nell'area del 122° chilometro ad est di Derna, dopo 14 giorni di scontri, il 25 dicembre 1941, mentre tenta di raggiungere a piedi il reggimento attestatosi ad Agebadia, viene fatto prigioniero.
Viene quindi trasferito in Egitto per essere dapprima internato nel Campo 308 di Alessandria, successivamente trasferito nel Campo 306 di Geneifa e, in ultimo, nel Campo 312 di Abbassia. Rimane prigioniero per oltre quattro anni poiché, a seguito dell'armistizio dell'8 settembre 1943, si rifiuta di collaborare con gli alleati. Rientra in Italia il 18 maggio del 1946 e il 19 luglio viene collocato in congedo illimitato.

### Agente di custodia
Il 20 agosto 1949 si arruola nel corpo degli Agenti di Custodia del Ministero di Grazia e Giustizia. Diventa effettivo il 20 febbraio 1950. Il 1º febbraio 1959 assume il grado di appuntato.
Il 16 giugno 1969 viene collocato in congedo per infermità dipendente da causa di servizio.

## Riconoscimenti
Il 9 maggio 2023, ad opera del Comando Militare Esercito "Calabria", riceve postuma la concessione delle Campagne di Guerra relative agli anni 1940-1943 e l'autorizzazione a fregiarsi della Medaglia Commemorativa del Periodo Bellico 1940-1943.

### Sala"Demetrio A. Chianesi"- MUSMI

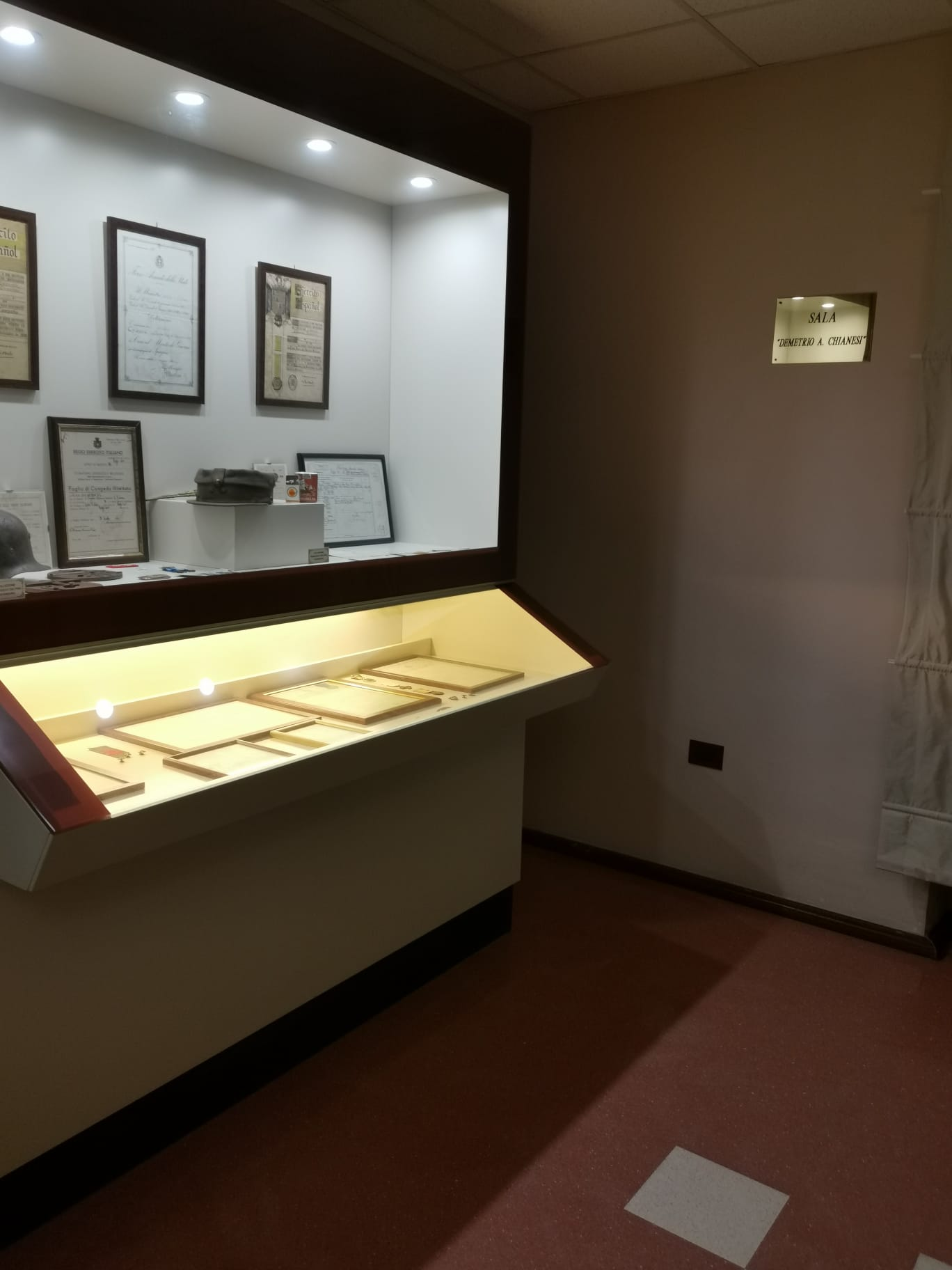
Particolare della Sala "Demetrio A. Chianesi" e della bacheca contenente i suoi effetti personali presso il MUSMI di Catanzaro

La sala espositiva di circa 40 metri quadri, dedicata alla Guerra di Spagna, è ubicata al secondo piano dell'ala est del MUSMI - Museo Storico Militare "Brigata Catanzaro", all'interno del Parco della Biodiversità mediterranea della Città di Catanzaro, che ospita altresì una riproduzione in scala naturale di un'infermeria da campo, una sala espositiva dedicata alla Guerra d'Africa e diversi ambienti dedicati al Ventennio Fascista. La Sala "Demetrio A. Chianesi" ospita, nello specifico, 2 bacheche e 3 teche contenenti effetti personali del Sergente Demetrio Antonio Chianesi, lettere dai campi di prigionia, mappe operative, distintivi, medaglie e uniformi complete dei legionari del Corpo Truppe Volontarie di diversi reparti e gradi che hanno partecipato alle operazioni militari italiane in terra spagnola.